# 黑帶擬天竺鯛
黑帶擬天竺鯛（學名：Pseudamia zonata），為輻鰭魚綱天竺鲷科擬天竺鯛屬的一種。分布於西太平洋琉球群島南至印尼，東至斐濟海域，深度10至35公尺，本魚體延長，體稍側扁，眼大、口大且斜裂，頜齒細小，鋤骨和腭骨通常具齒，舌上無齒，前鰓蓋骨邊緣平滑，鰓蓋骨後緣棘不發達，體被小圓鱗，身體灰白色，背鰭下方各有1條黑色寬橫帶，鰓蓋後方有一黑色斑塊，尾鰭基部有一黑斑，魚鰭大，成魚魚鰭顏色多為黑色，第二背鰭、臀鰭、尾鰭的軟條帶有紅色，背鰭硬棘7枚、背鰭軟條9-10枚、臀鰭硬棘2枚、臀鰭軟條9枚，體長可達21公分，棲息在礁石區洞穴，屬肉食性，生活習性不明。